# Bot comerciante

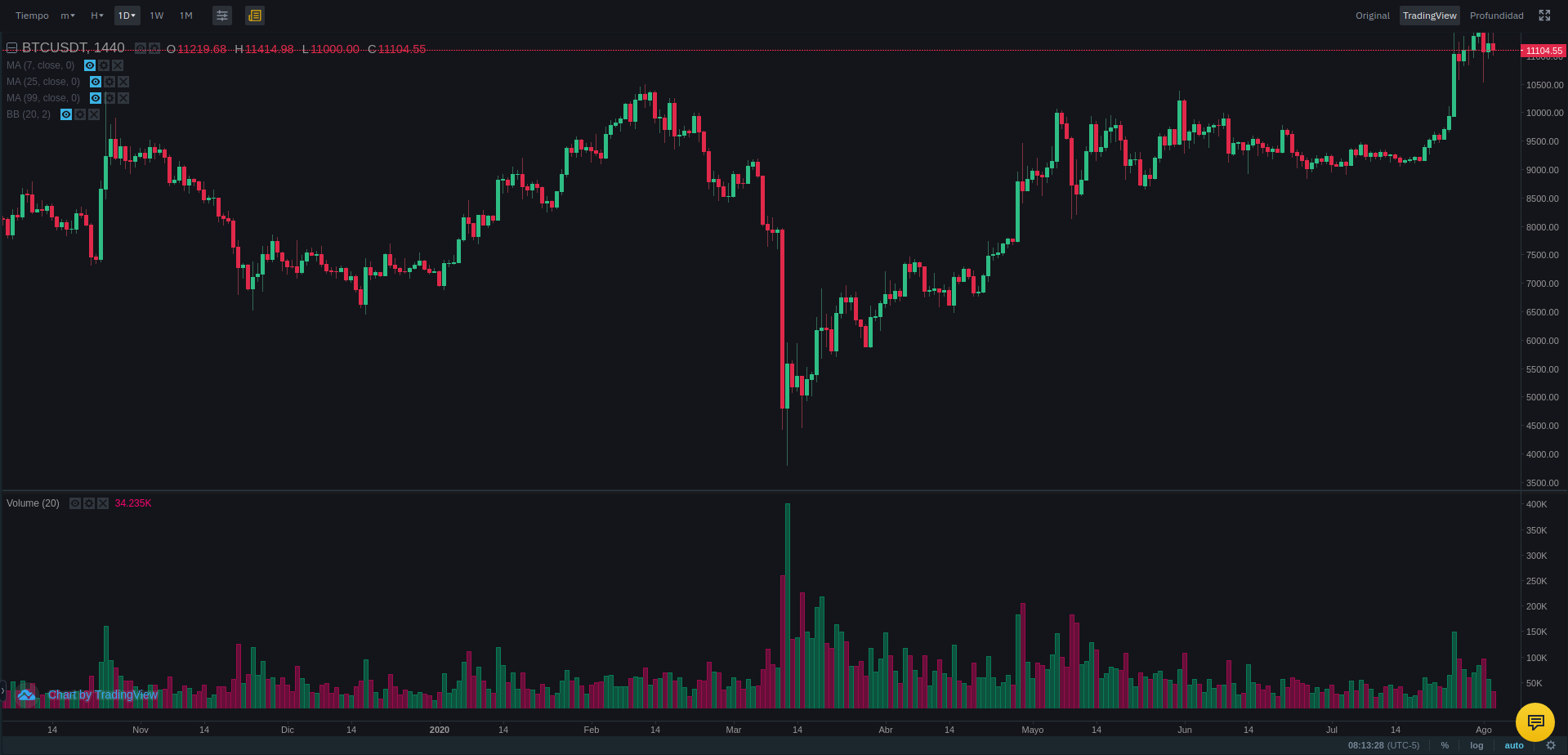
Gráfico de precios del Bitcoin.

Un bot comerciante (en inglés, trading bot o trader bot), también conocido como sistema de negociación automatizada (ATS) es un programa informático que realiza operaciones automatizadas de trading algorítmico a través de Internet creando órdenes de compra y venta de activos financieros en casas de cambio virtuales. El programa informático generará órdenes de forma automática basadas en un conjunto predefinido de reglas que utilizan una estrategia de trading basada en el análisis técnico, cálculos estadísticos y matemáticos avanzados o datos procedentes de otras fuentes electrónicas. Su uso se ha popularizado para la especulación en bitcoin y criptomonedas.
Para ejecutar las tareas, el bot solicita información a la casa de cambio (precios, indicadores técnicos, etc.), la procesa con algoritmos predeterminados y envía las decisiones comerciales con el fin de aumentar capital.
Estos sistemas de negociación automatizada son empleados sobre todo por bancos de inversión o fondos de cobertura, pero también están a disposición de los inversores particulares que utilizan sencillas herramientas en línea. Los sistemas de negociación automatizada (ATS) han transformado la negociación moderna para todos los participantes del mercado, desde los grandes intermediarios institucionales hasta los inversores particulares. En la actualidad, se calcula que entre el 70% y el 80% de todas las transacciones del mercado se realizan a través de programas informáticos de negociación automatizada, en contraposición a los intercambios manuales.
En muchos casos, los inversores o traders manuales no pueden reaccionar lo suficientemente rápido a los cambios en el precio para lograr las operaciones óptimas que están teóricamente disponibles para ellos. La desaceleración de los intercambios y los tiempos de transacción exacerban aún más este problema. En segundo lugar, los inversores simplemente no pueden dedicar tanto tiempo a los mercados como sea necesario para lograr siempre las mejores operaciones. Hacerlo requeriría un monitoreo continuo de los intercambios de criptomonedas en todo el mundo, proceso que sí puede realizar un ATS o trader bot.
Los sistemas de negociación automatizada suelen utilizarse con el comercio electrónico en centros de mercado automatizados, incluidas las redes de comunicación electrónica, los "dark pools" y las bolsas automatizadas. Los sistemas de negociación automatizada y las plataformas de negociación electrónica pueden ejecutar tareas repetitivas a velocidades de magnitud superior a las de cualquier equivalente humano. Los controles de riesgo y las salvaguardias tradicionales que se basaban en el juicio humano no son apropiados para la negociación automatizada, lo que ha causado problemas como el Flash Crash de 2010. Para hacer frente a los sistemas de negociación automatizada, en algunos mercados electrónicos se han implantado nuevos controles, como los frenos a la negociación o los "disyuntores".

## Tipos
Hay variedad de bots comerciantes. Uno de los tipos más populares es el bot de arbitraje (arbitrage bot). Los bots de arbitraje son herramientas que examinan los precios a través de los intercambios y realizan intercambios para aprovechar las discrepancias. Debido a que el precio de una criptomoneda como bitcoin tiende a variar de un intercambio a otro, los bots que pueden moverse lo suficientemente rápido pueden vencer a los intercambios que se retrasan en la actualización de sus precios.
Otros tipos de bots utilizan datos históricos de precios para probar estrategias de negociación, en teoría ofreciendo a los inversores una ventaja. Otros bots están programados para ejecutar operaciones en señales particulares como el precio o el volumen de negociación.

## Mecanismo
Los inversores pueden suscribirse a programas de bot gratuitos para ayudar en su comercio. Por otro lado, muchos bots tienen tarifas de usuario, algunas de las cuales pueden ser bastante elevadas. Por lo general, los inversores buscan el bot o bots que serán más útiles para ellos y luego descargan el código de un desarrollador. Cada bot incluye diferentes requisitos en términos de software y hardware.
El sistema de negociación automatizada determina si debe enviarse una orden basándose, por ejemplo, en el precio de mercado actual de una opción y en los precios teóricos de compra y venta. Los precios teóricos de compra y venta se derivan, entre otras cosas, del precio actual de mercado y del valor subyacente a la opción. Una tabla de consulta almacena un rango de precios teóricos de compra y venta para un determinado rango de precio actual de mercado del valor subyacente. Por consiguiente, a medida que cambia el precio del valor subyacente, se puede indexar un nuevo precio teórico en la tabla de consulta, evitando así cálculos que, de otro modo, ralentizarían las decisiones de negociación automatizada.Un sistema automatizado de negociación en línea de procesamiento distribuido utiliza mensajes estructurados para representar cada etapa de la negociación entre un creador de mercado (oferente) y un comprador o vendedor potencial (demandante).
Los bots pueden ser increíblemente útiles, aunque sigue habiendo un debate en curso sobre si deberían permitirse en el comercio de criptomonedas. Sin embargo, para maximizar el impacto de un bot, un inversor debe saber cómo utilizar mejor la herramienta. Por ejemplo, los inversores deben tener las cuentas adecuadas configuradas en los intercambios de divisas digitales. Deben almacenar esas cuentas con tenencias de capital financiero. En muchos casos, aún deben tomar decisiones de inversión, como cuándo comprar o vender. Si bien el bot puede ejecutar esas órdenes, no necesariamente sigue una estrategia de inversión sólida.
Lo que un robot de cifrado tiende a no ser es una solución para hacerse rico rápidamente para un inversor que no busca dedicar el tiempo y el esfuerzo necesarios para el éxito. Primero, muchos bots proporcionan retornos marginales incluso cuando funcionan correctamente. Segundo, muchos bots simplemente no están bien diseñados. En tercer lugar, y lo más importante, la utilización exitosa de un bot requiere un conocimiento profundo de los mercados de divisas digitales y un excelente plan de inversión de apoyo.

## Estrategias
1. Seguimiento de tendencias
El seguimiento de tendencias es una estrategia de negociación que basa las decisiones de compra y venta exclusivamente en las tendencias que se observan en el mercado. Durante años han surgido diversas manifestaciones acerca del seguimiento de tendencias, como el programa informático Turtle Trader. A diferencia de la previsión financiera, el seguimiento de tendencias no predice los movimientos del mercado. En su lugar, identifica una tendencia a primera hora del día y opera automáticamente según una estrategia predefinida, independientemente de los cambios de dirección. Se ha hecho popular entre los especuladores, aunque sigue dependiendo del juicio humano manual para configurar las reglas de negociación y las condiciones de entrada y salida. Encontrar la estrategia inicial óptima es crucial.
El seguimiento de tendencia sigue limitado por la volatilidad del mercado y el reto de identificar tendencias de forma fiable.
Por ejemplo, la siguiente fórmula podría utilizarse para una estrategia de seguimiento de tendencias:
«Consideremos un espacio de probabilidad completo (Ω, F, P). Sea 𝑆𝑟 denota el precio de las acciones en el momento 𝑟 que satisface la ecuación:
{\displaystyle dS_{r}=S_{r}[\mu (\alpha _{r})dr+\sigma dB_{r}],}{\displaystyle S_{t}=X,}{\displaystyle t\leq r\leq T<\infty } ,
dónde α r ∈ { 1 , 2 } es una cadena de Markov de dos estados, {\displaystyle \mu (i)\equiv \mu _{i}} es la tasa de rendimiento esperada en el régimen  {\displaystyle i=1,2,\sigma >0} es la volatilidad constante, {\displaystyle B_{r}} es un movimiento browniano estándar, y {\displaystyle T} son los tiempos inicial y final, respectivamente".
2. Precio medio ponderado por volumen
El VWAP se calcula mediante la siguiente fórmula:
": {\displaystyle P_{\mathrm {VWAP} }={\frac {\sum _{j}{P_{j}\cdot Q_{j}}}{\sum _{j}{Q_{j}}}}\,}
donde:
{\displaystyle P_{\mathrm {VWAP} }} es el precio medio ponderado por volumen;
{\displaystyle P_{j}} Es el precio del transacción {\displaystyle j} ;
{\displaystyle Q_{j}} es la cantidad de comercio {\displaystyle j} ;
{\displaystyle j} es cada transacción individual que tiene lugar durante el periodo de tiempo definido, excluyendo las operaciones cruzadas y las operaciones cruzadas de la cesta".
3. Reversión a la media (finanzas)
"Una serie temporal continua con reversión de la media puede representarse mediante una ecuación diferencial estocástica de Ornstein-Uhlenbeck:
{\displaystyle dx_{t}=\theta (\mu -x_{t})dt+\sigma dW_{t}}
Dónde {\displaystyle \theta } es la tasa de reversión a la media, {\displaystyle \mu } es el valor medio del proceso, {\displaystyle \sigma } es la varianza del proceso y {\displaystyle W_{t}} es un proceso de Wiener o movimiento browniano ". 

## Bots comerciales
En función del crecimiento del mercado financiero de criptomonedas, ha aumentado el comercio de trader bots como CriptoHopper, Krill, Zignaly, etc.

## Bots de código abierto
Existen trader bots de código abierto publicados en Internet, gratuitos y de libre acceso como Freqtrade, Tuned, Mudrex Archivado el 1 de mayo de 2022 en Wayback Machine., ZenBot, Kelp  y otros. Requiere de cierta experiencia en trading y programación.